# Севченко, Антон Никифорович

Могила Севченко на Восточном кладбище Минска.

Анто́н Ники́форович Се́вченко (бел. Антон Нічыпаравіч (Нікіфаравіч) Сеўчанка; 22 февраля 1903, Денисковичи, Могилёвская губерния — 26 сентября 1978, Минск) — советский физик, академик Академии наук БССР (1953). Заслуженный деятель науки БССР (1967). Герой Социалистического Труда (1971). Один из основателей белорусской школы физики.

## Биография
Севченко родился в селе Денисковичи Рогачёвского уезда Могилёвской губернии (ныне Жлобинский район Гомельской области) в крестьянской семье. В 1926 году окончил Рогачевский педагогический техникум, некоторое время работал учителем, затем поступил в БГУ, который окончил в 1931 году. Научная деятельность Севченко началась в следующем году под руководством С. И. Вавилова в ФИАН, а затем продолжилась в ГОИ, где он работал до 1952 года.
В 1953 году Севченко был избран академиком АН БССР и переехал в Минск, где работал сначала в Физико-техническом институте АН БССР, а с 1955 по 1957 год — директором в новообразованном Институте физики и математики АН БССР. В 1957—1972 — ректор БГУ, с 1973 года — директор Института прикладных физических проблем при БГУ. В 1957—1973 являлся членом Президиума АН БССР.
В 1958—1962 годах Севченко избирался депутатом Верховного Совета СССР, в 1955—1959 и 1963—1975 — депутатом Верховного Совета БССР. Он принимал участие в качестве делегата от БССР в работе организаций ООН и, в частности, в работе Агентства по мирному использованию атомной энергии.
При научной консультации Севченко 10 человек стали докторами физико-математических наук (из них четверо избраны академиками и двое членами-корреспондентами НАН Беларуси), свыше 40 его учеников защитили кандидатские диссертации. Имя Севченко носят НИИ прикладных физических проблем БГУ, а также лаборатория фотофизики активированных материалов Института физики НАН Беларуси.

## Научная деятельность
Научные работы Севченко относятся к спектроскопии и люминесценции органических и неорганических веществ, молекулярной спектроскопии, квантовой электронике, спектроскопии полупроводников. Экспериментальные данные по люминесценции, полученные Севченко, широко использовались С. И. Вавиловым при анализе микроструктуры света. Во время войны Севченко работал над вопросами оборонной тематики, в частности он участвовал в разработке новых систем светомаскировки.
В 1952 Севченко защитил докторскую диссертацию, в основу которой были положены проведенные им исследования люминесцентных свойств соединений редких земель и урана. Это позволило глубже проникнуть в механизм образования химических связей в ураниловых соединениях, а также дать надежную интерпретацию их электронно-колебательных спектров. При изучении ураниловых стекол было обнаружено новое явление — деполяризация свечения по мере его затухания.
В 1950 году Севченко начал исследование механизмов и условий передачи энергии электронного возбуждения в органических хелатных соединениях от органического фрагмента сложного комплекса к ионам редких земель. Севченко изучал люминесценцию сложных органических молекул, в частности красителей, интересуясь в первую очередь вопросами её поляризации и природы в условиях антистоксова возбуждения. Была получена лазерная генерация на новом классе органических веществ — фталимидах.
Особый интерес представляют работы Севченко по исследованию оптических свойств порфиринов, важные для выяснения механизмов фотосинтеза. В данном направлении, развивавшемся с 1956, были получены важные сведения о механизмов фотофизических и фотохимических процессов в растворах хлорофилла и родственных ему соединений.
С 1962 года значительное место в исследованиях Севченко занимали вопросы оптического исследования кристаллов полупроводников и процессов образования в них дефектов. Также с помощью ИК-спектроскопии были изучены механизмы свободнорадикальных реакций полимеризации, что важно для использования в соответствующих технологических процессах.

### Работы
- Севченко А. Н., Гуринович Г. П., Соловьёв К. Н. Спектроскопия порфиринов // УФН. — 1963. — Т. 79, № 2.
- Гуринович Г. П., Севченко А. Н., Соловьёв К. Н. Спектроскопия хлорофилла и родственных соединений. — Минск: Наука и техника, 1968.
- Саржевский А. М., Севченко А. Н. Анизотропия поглощения и испускания света молекулами. — Минск: Изд-во БГУ, 1971.

## Награды и премии
- Орден «Знак Почёта» (1953)
- Орден Ленина (1961, 1971)
- Герой Социалистического Труда — Указом Президиума Верховного Совета СССР от 20 июля 1971 года «за большие заслуги в развитии высшего образования и подготовке квалифицированных специалистов для народного хозяйства» с вручением ордена Ленина и золотой медали «Серп и Молот»

## Память
- Имя А. Н. Севченко на Аллее Героев в Жлобине (Гомельская область)[1].